# اوگنی بارباکوف
اوگنی بارباکوف (روسی: Евгений Александрович Барбаков؛ زادهٔ ۱۰ ژوئن ۱۹۵۴) قایقران روئینگ اهل روسیه است.